# Obora v Uhříněvsi
Obora v Uhříněvsi je od roku 1982 vyhlášena přírodní památkou (PP). Nalézá se na východním okraji hlavního města Prahy v severovýchodní části katastru městské části Praha 22 - Uhříněves. Je součástí přírodního parku Říčanka, který se rozprostírá mezi Uhříněvsí a Běchovicemi. Hlavním objektem ochrany jsou společenstva lužních lesů, přesněji střemchových jasenin (svaz Alnion-incanae, asociace Pruneto-Fraxinetum) a habrové doubravy (svaz Carpinion).
První zmínky o oboře v Uhříněvsi pocházejí z roku 1623. V tehdejších záznamech je vedena jako bažantnice, jejímž majitelem byl Karel z Lichtenštejna. Téměř o dvě stě let později je na mapě z roku 1806 označena jako obora s bažantnicí. Lichtenštejnové zde hospodařili, až do roku 1945 kdy byla obora převedena pod Státní lesy a statky. Později bylo území obory převáděno různým lesním závodům, až se v roce 1997 dostalo pod správu lesního závodu Konopiště, kde je dodnes. V roce 1982 byla obora vyhlášena přírodní památkou.
Na PP Obora v Uhříněvsi žije řada organizmů. Z obratlovců jsou to mezi jinými žluva hajní, ježek západní, netopýr vodní, sýček obecný, krutihlav obecný, kuňka obecná aj. Z bezobratlých se zde vyskytují například vzácní motýli ostruháček jilmový, žlutokřídlec rudoskvrnný nebo plži závornatka kyjovitá a levatka ostrá. Nález levatky je zvláště pozoruhodný. Tento plž se jinak vyskytuje spíš v jižní Evropě. Co se týká rostlin, vyskytuje se v oboře například ochmet evropský, sasanka pryskyřníkovitá, prvosenka vyšší, kopytník evropský. V době vyhlášení obory přírodní památkou bylo možné na jejím území potkat i některé zástupce čeledi vstavačovitých například bradáček vejčitý. Lesní porost tvoří z části lužní lesy, konkrétněji střemchová jasenina, a z části habrové doubravy s vtroušenou lípou, javorem a jilmem. Nejznámějším zástupcem posledně zmíněného lesního společenstva je Král dubů, hraniční strom Uhříněveského panství starý zhruba 350 let.
Území je významným rekreačním areálem pro městskou část Praha 22 – Uhříněves. Vedou přes něj dvě turistické trasy a naučná stezka. Na severozápadním okraji obory se nachází židovský hřbitov ze 17. století. V jeho okolí můžeme nalézt zbytky arboreta z roku 1921.

## Lokalita

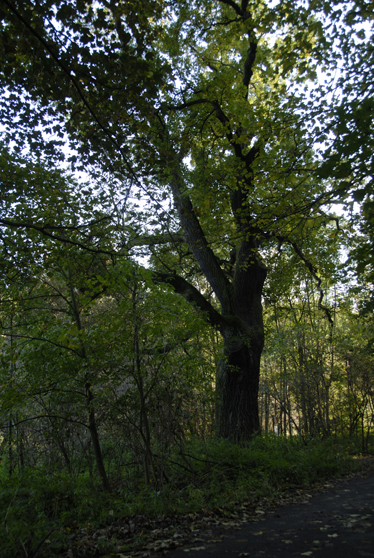
Památný strom Král dubů v PP Obora v Uhříněvsi

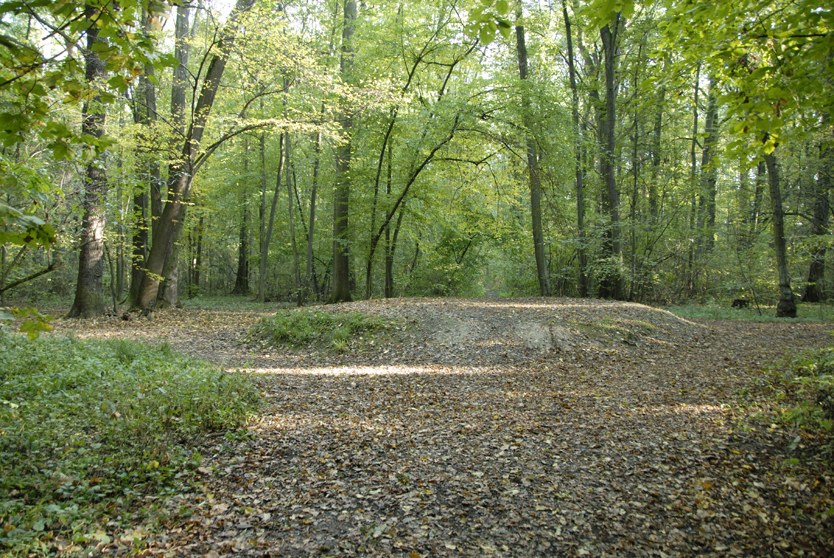
Zbytky altánu v PP Obora v Uhříněvsi

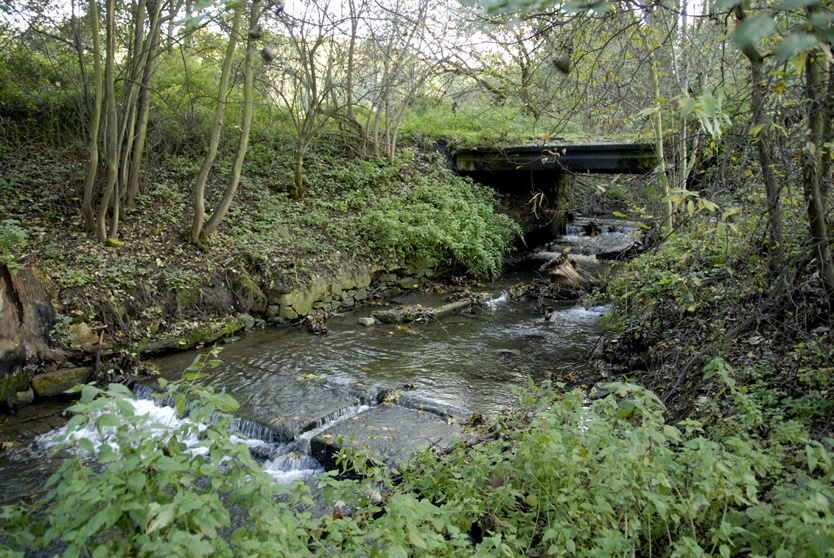
Říčanský potok protékající PP Obora v Uhříněvsi

PP Obora v Uhříněvsi se rozkládá v katastrálním území městské části Praha 22 – Uhříněves. Z jihozápadní strany je ohraničena státní silnicí vedoucí z Prahy do Kostelce nad Černými lesy. Z ostatních stran je obklopena zástavbou. Nadmořská výška území se pohybuje mezi 270 a 300 m n. m. Plocha PP zabírá 34,8 ha. Skrz území obory protéká Říčanský potok. Průměrná roční teplota je 8,8 °C  a roční úhrn srážek činí 560 mm. V ochranném pásmu PP se nachází malá silně eutrofizovaná vodní nádrž napájená Říčanským potokem. Je to pozůstatek po dnes již neexistujícím cukrovaru.

## Historie
První zmínka o oboře v Uhříněvsi pochází z roku 1623, kdy byl jejím majitelem Karel z Lichtenštejna. Lichtensteinové ji zřejmě získali společně s celou Uhříněvsí od rodu Smiřických v rámci přerozdělování majetku po bitvě na Bílé hoře.
Obora se nachází na mapě z roku 1715, kde je vedena jako bažantnice. Z této mapy nevyplývá nic o druhovém složení lesního porostu. Bližší informace je možné získat až z mapy z roku 1840. Skladba dřevin i způsob obhospodařování odpovídal účelu obory. Lesní porost se tehdy skládal ze směsi dubu, břízy, lípy osiky, vrb, habru a „rozličného křoví“. Obmýtí bylo nastaveno na 20 let. Vysazován byl hlavně dub. Z těchto dob se dodnes dochovala hustá síť rozdělovacích cest a základy altánu uprostřed obory.
Později, od roku 1870, začal v pěstebních plánech a tedy i na území obory dominovat smrk, modřín a borovice a obmýtí bylo prodlouženo na 80 let. Další změna nastala počátkem 20. století, kdy bylo zavedeno pěstování maloplošně smíšených porostů. Přesná skladba závisela na odbytu dřeva. Kromě na českém území běžných druhů byly vysazovány i listnaté a jehličnaté exoty, které můžeme ještě dnes v oboře potkat. V letech 1923-1924 přešla obora v rámci I. pozemkové reformy do majetku státu. Tento přechod byl ovšem pouze oficiální. K praktickému převodu ze správy Lichtensteinů došlo až po druhé světové válce v roce 1945. Od roku 1949 se obmýtí dále prodlužuje na devadesátileté a mění se i skladba porostu. Dominuje dub a borovice, dále pak modřín, jedle, jasan, javor a buk. Obora byla převáděna mezi správami několika lesních závodů. Po roce 1964 je území obory rozděleno na hospodářské lesy a lesy účelové s omezenou úpravou výnosu. O 18 let později, v roce 1982, je Obora v Uhříněvsi vyhlášena přírodní památkou a lesní porost na jejím území je veden jako les zvláštního určení vyžadující odlišný způsob hospodaření. Z vyhlášky o chráněném přírodním výtvoru Obora – Uhříněves a jeho ochranném pásmu plyne, že na území PP byla zakázána těžba dřevin a rušení jejího přirozeného vývoje bez předchozího projednání. V tomto režimu funguje PP Obora v Uhříněvsi dodnes. Dlouhodobým cílem v plánu péče pro období 2010-2019 je podpora přirozeného zmlazení a vytvoření autoregulačního mechanismu lesů.

## Přírodní podmínky

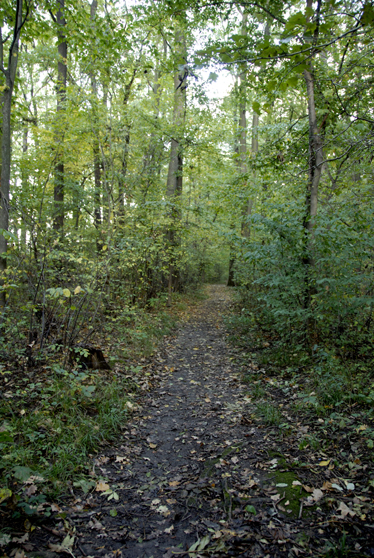
Habrová doubrava v PP Obora v Uhříněvsi

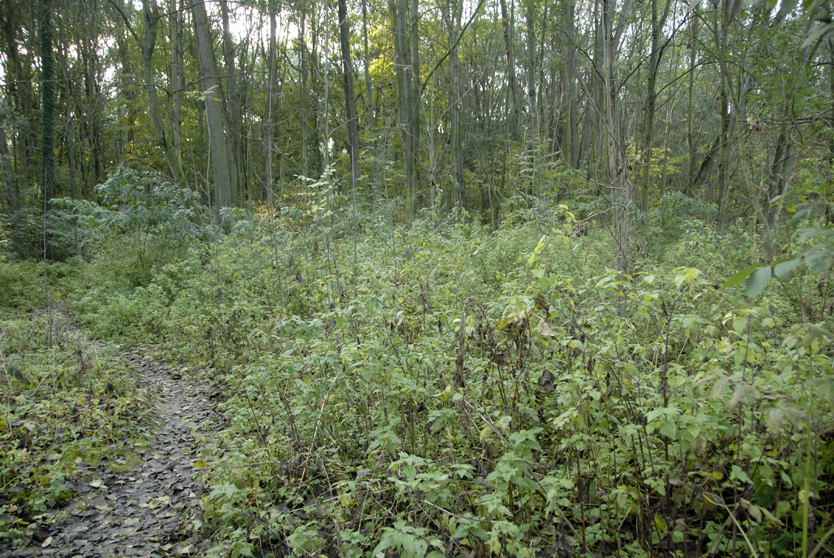
Střemchová jasenina v PP Obora v Uhříněvsi

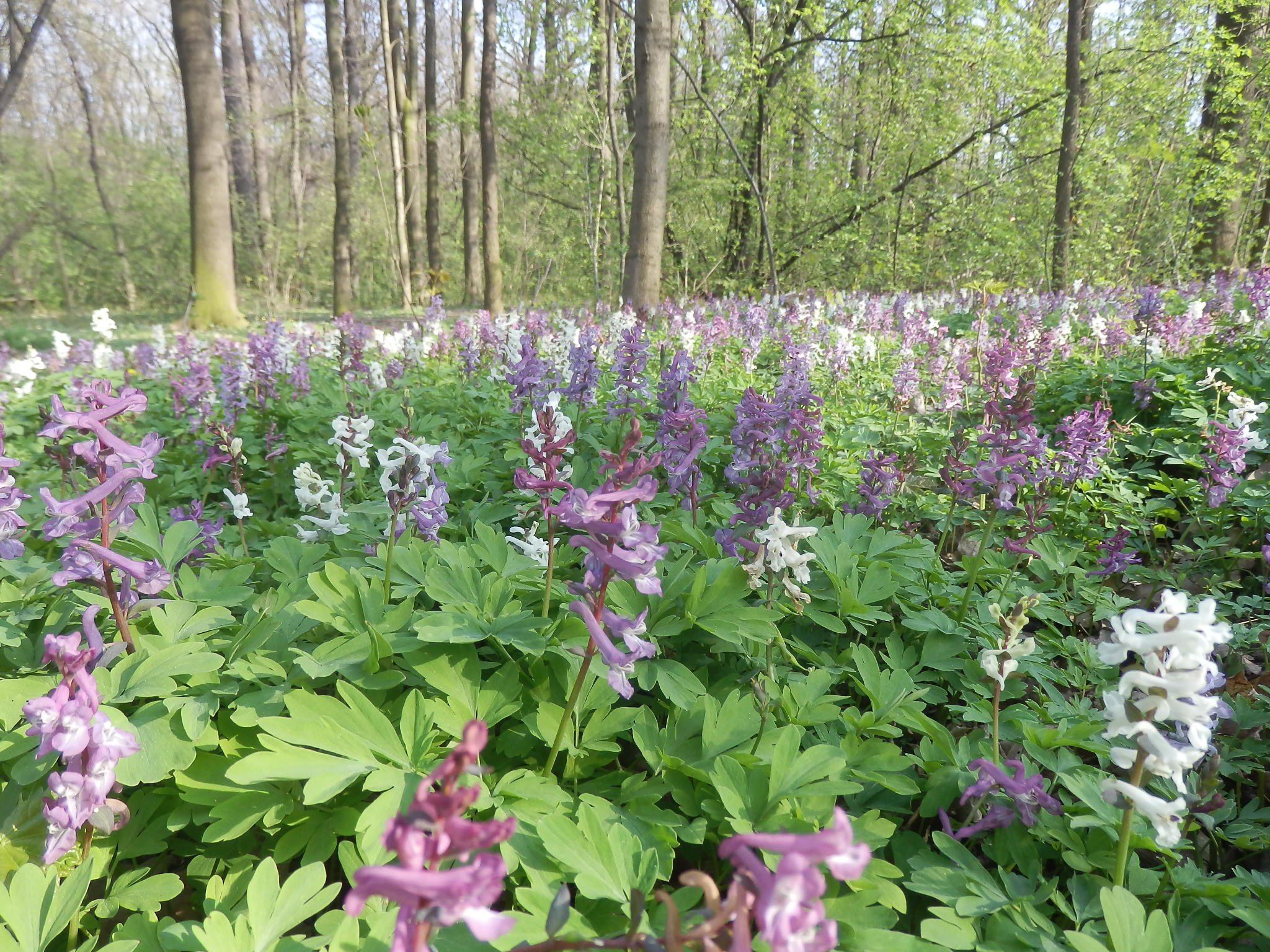
Kvetoucí dymnivky duté

### Geologie
Podloží PP Obora v Uhříněvsi je tvořeno na živiny poměrně chudými proterozoickými prachovci až písčito-jílovitými břidlicemi s relikty cenomanských vrstev. Břidlice jsou překryty holocenními naplaveninami a pleistocenními hlínami. Z pedologického hlediska se na území nacházejí převážně oglejené půdy, dále mezobazické až eubazické kambizemě, místy hnědozemě a v nivě Říčanského potoka hnědé fluvizemě.

### Flóra
Lesní porost PP Obora v Uhříněvsi tvoří převážně habrová doubrava (svaz Carpinion) a střemchová jasenina (svaz Alnion incanae, asociace Pruno-Fraxinetum).
Pro habrovou doubravu jsou ve stromovém patře charakteristické habr obecný (Carpinus betulus), dub letní (Quercus robur) a vtroušená lípa srdčitá (Tilia cordata). V PP Obora Uhříněves jsou kromě lípy do porostů habrových doubrav vtroušeny ještě jilm horský (Ulmus glabra), javor mléč (Aacer platanoides). Ve stromovém patře jsou cenné zejména staré duby. Věk nejstaršího z nich, památného stromu tzv. Krále dubů, dosahuje 350 let. V keřovém patře se vyskytuje dřín jarní (Cornus mas), svída krvavá (Cornus sanguinea), líska obecná (Corylus avellana), hloh (Crategus sp.). V bylinném patře můžeme najít sasanku hajní (Anemone nemorosa), vzácně sasanku pryskyřníkovitou (Anemone ranunculoides), kopytník evropský (Asarum europaeum), dymnivku dutou (Corydalis cava), kapraď samec (Dryopteris filix-mas), vraní oko čtyřlisté (Paris quadrifolia), lipnici hajní (Poa nemoralis), pravděpodobně zplanělou prvosenku vyšší (Primula elatior), prvosenku jarní (Primula veris), plicník lékařský (Pulmonaria officinalis). Můžeme zde pozorovat výrazný jarní efekt.
Blíže k Říčanskému potoku přechází habrová doubrava pozvolna do střemchové jaseniny. Ve stromovém a keřovém patře se tedy začíná častěji objevovat jasan ztepilý (Fraxinus excelsior), javor klen (Acer pseudoplatanus), střemcha obecná (Prunus padus) a v důsledku eutrofizace půdy splachem umělých hnojiv z okolních polí čím dál častěji i bez černý (Sambucus nigra). V korunách dubů se vyskytuje poloparazitický ochmet evropský (Loranthus europaeus). V bylinném patře se nachází bršlice kozí noha (Aegopodium podagraria), sasanka hajní (Anemone nemorosa), čarovník pařížský (Circaea lutetiana), dymnivka dutá (Corydalis cava), orsej jarní (Ficaria verna), křivatec žlutý (Gagea lutea), kuklík městský (Geum urbanum), prvosenka vyšší (Primula elatior), kopřiva dvoudomá (Urtica dioica). Stejně jako u habrových doubrav, i zde je možné pozorovat výrazný jarní aspekt.
Ze zvláště zajímavých druhů se v lokalitě vyskytuje zástupce čeledi vstavačovitých (Orchidaceae). Jejich výskyt je bohužel opředen jakýmsi tajemstvím. Prvním zástupcem je bradáček vejčitý (Listera ovata). Jeho výskyt je podle Markové  uváděn naposledy v roce 1991, podle Kohlíka  naposled v roce 1998. Každopádně při posledním terénním výzkumu v roce 2009 nebyl výskyt potvrzen. O druhém zástupci kruštíku širolistém (Epipactis helleborine) píše naposled Jaroš v roce 1988.
V roce 1921 bylo poblíž židovského hřbitova v severozápadním cípu obory založeno arboretum. Jeho zbytky jsou dodnes znatelné v porostu obory. Asi nejvýraznějším zástupcem je pyramidální forma dubu letního (Quercus robur), která roste na louce jihovýchodně od hřbitova.
Z mykologického hlediska je PP také poměrně zajímavá. Ze vzácných hub se na jejím území vyskytuje mozkovka rosolovitá (Ascotremella faginea) nebo trsnatec lupenitý (Grifola frondosa).

### Fauna
PP Obora v Uhříněvsi hostí také poměrně velké množství živočichů. Z významnějších savců jsou to ježek západní (Erinaceus europaeus), liška obecná (Vulpes vulpes), veverka obecná (Sciurus vulgaris), netopýr vodní (Myotis daubentonii) a netopýr rezavý (Nyctalus noctula). Celkem žije v oboře 23 druhů savců. Ptačí populace v oboře je také poměrně rozsáhlá. Ze zajímavých druhů lze uvést krutihlava obecného (Jynx torquilla), sýčka obecného (Athene noctua), dále puštíka obecného (Strix aluco), kalouse ušatého (Asio otus), krahujce obecného (Accipiter nisus), žlunu šedou (Picus canus), žluvu hajní (Oriolus oriolus) a strakapouda velkého (Dendrocopos major). Mezi obojživelníky, které bychom v oboře mohli vidět, patří skokan hnědý (Rana temporata), skokan zelený (Rana esculenta synkl.), kuňka obecná (Bombina bombina), ropucha obecná (Bufo bufo). Z bezobratlých zde můžeme pozorovat plže závornatku kyjovitou (Clausilia pumilla), levatku ostrou (Physa acuta Draparnaud) a slimáka žlutého. Dále zde žije asi 100 druhů střevlíků např. střevlík zahradní (Carabus hortensis), střevlík zrnitý (Carabus granulatus) a střevlík kožitý (Carabus coriaceus), 24 druhů nosatců a mandelinek například reliktní zobonoska Coenorhinchus interpunctatus. Na jasanech žije vzácná pilatka tmavá (Tomosthtus nigritus). Ze vzácných motýlů zde můžeme najít (Satyrium w-album) a žlutokřídlce rudoskvrnného (Idaea muricata).

## Turismus
Přes PP Obora v Uhříněvsi vedou dvě turistické značky. Jednak je to modrá 1003, které vede z Uhříněvsi přes Dubeč, Běchovice a Xaverov do Klánovic a pak červená 0008, podle níž lze dojít přes Královice, Koloděje, Běchovice, Klánovice, Újezd nad Lesy, Dobročovice a Škvorec až do Říčan. Obora je významným rekreačním areálem nejen pro přilehlou městskou část Praha 22 – Uhříněves.

### Přístupové cesty
PP Obora v Uhříněvsi je snadno dostupná. Lze se k ní dostat po pár minutách chůze buďto od vlakové zastávky Praha Uhříněves, nebo od autobusové zastávky Nové náměstí.

### Naučná stezka
Oborou prochází také naučná stezka Dubeč-Uhříněves. Má 15 zastávek, z nichž jsou PP Obora v Uhříněvsi věnovány zastávky 12, 13 a 14. Zastávky se věnují místní fauně a flóře, stručně historii obce Uhříněves, historii židovského hřbitova na okraji obory a historii samotné obory.